# Елица Янкова
Елица Атанасова Янкова-Ерска  е българска състезателка по борба свободен стил в категория до 48 килограма.

## Спортна кариера
Родена е във Варна. През 2009 година, на 15-годишна възраст, започва да се занимава с борба с първи треньор Наско Симеонов. Във Варна се състезава за отбора „Черноморски сокол“. Впоследствие се мести в София и става състезателка на „Левски“ с треньор Петър Касабов.
През 2012 година Янкова завършва спортното училище на „Левски“ и продължава като студентка задочно обучение в Пловдивския университет със специалност Начална педагогика.

### Олимпиада, 2016 г.
През 2016 година Янкова печели квота за България за Олимпийските игри в Рио де Жанейро, след като убедително печели европейската квалификация по борба в Зренянин.
В първата си среща на Олимпиадата побеждава представителката на Камерун Ребека Муамбо с резултат 10:0. На осминафинала в срещата с рускинята Милана Дадашева Янкова побеждава с 9:6. На четвъртфинала среща Каролина Кастийо от Колумбия и я надиграва с 3:2.
След като на полуфинала губи от Мария Стадник от Азербайджан с 0:6, Янкова излиза за бронзов медал срещу аржентинката Патрисия Бермудес, която побеждава със 7:6. С това Янкова печели бронз и първия медал за България в Рио. На финала Стадник остава със среброто, а златният медал е спечелен от Ери Тосака от Япония, след мач, завършил с 3:2.

### Спортни успехи
- 2011 – 5-о място на Европейското първенство (ЕП) за кадетки в Зренянин
- 2012 – 5-о място на ЕП за девойки в Загреб
- 2013 – 1-во място на Световното първенство в София
- 2013 – 2-ро място на ЕП в Скопие
- 2014 – 2-ро място на „Дан Колов 2014“
- 2014 – 3-то място на ЕП в Катовице
- 2015 – 2-ро място на Европейските игри в Баку
- 2016 – 3-то място на ЕП в Рига.[11][2]
- 17 август 2016 – бронзов Олимпийски медал в Рио де Жанейро

## Личен живот
През юни 2023 г. се омъжва за Алекса Ерски, също състезател по борба и шампион на България и Сърбия.